# Coeloleptops effigies
Coeloleptops effigies är en stekelart som först beskrevs av Heinrich 1938.  Coeloleptops effigies ingår i släktet Coeloleptops och familjen brokparasitsteklar. Inga underarter finns listade i Catalogue of Life.